# Asplenium hapalophyllum
Asplenium hapalophyllum är en svartbräkenväxtart som beskrevs av Eduard Rosenstock. Asplenium hapalophyllum ingår i släktet Asplenium och familjen Aspleniaceae. Inga underarter finns listade.